# Dove siete? Io sono qui
Dove siete? Io sono qui è un film del 1993 diretto da Liliana Cavani.
La pellicola racconta la storia di due ragazzi sordi con un diverso atteggiamento nei confronti della vita.

## Trama
La benestante madre di Fausto si è sempre rifiutata di accettare il fatto che suo figlio fosse non udente e lo ha sempre sollecitato a usare la sua voce, e a limitare l'uso della lingua dei segni. Fausto è un giovanotto ben integrato, ha ottenuto il posto fisso in banca e adora la zia materna, l'unica che lo abbia sempre accettato per quello che è. Un giorno Fausto conosce e s'innamora di Elena, anche lei affetta da sordità, e lascia la fidanzata "ufficiale" approvata dalla madre. Il giovane va a convivere con Elena e prende un'aspettativa dal lavoro per aiutarla a proseguire l'ultimo trimestre del quinto anno di liceo, visto che la ragazza aveva deciso qualche mese prima di interrompere gli studi. Il sogno dei due ragazzi è che Elena, appassionata di latino e in particolare della poesia di Catullo, una volta ottenuta la maturità possa andare a Washington e studiare in un'università speciale per disabili. In seguito la madre di Fausto affronta Elena - che intanto è stata ammessa agli esami - accusandola di volersi approfittare della generosità del figlio. Sconvolta, Elena esce di casa e viene investita da un'auto. Fausto si precipita in ospedale. Addormentatosi in corsia, gli appare in sogno il funerale di Elena, ma al risveglio gli viene comunicato che la sua fidanzata è fuori pericolo.

## Riconoscimenti
- 1993 - Mostra internazionale d'arte cinematografica
  - Coppa Volpi per la miglior attrice non protagonista (Anna Bonaiuto)[3]
- 1993 - Grolla d'oro
  - Miglior attrice a Chiara Caselli
  - Miglior attore esordiente a Gaetano Carotenuto
- 1994 - Nastro d'argento
  - Nastro d'argento alla migliore attrice protagonista a Chiara Caselli